# Тоди
То̀ди (на италиански: Todi) е град и община в Централна Италия, провинция Перуджа, регион Умбрия. Разположен е на 400 m надморска височина. Населението на общината е 17 399 души (към 2010 г.).